# 大川慎太郎
大川 慎太郎（おおかわ しんたろう、1976年 - ）は、日本の将棋観戦記者で雑誌『将棋世界』編集者。静岡県生まれ。
日本大学法学部新聞学科卒業後、講談社勤務（上司に山岸浩史）を経てフリーに。2006年より将棋界で観戦記者として活動する。
2015年に第64期王将戦七番勝負第1局・渡辺明－郷田真隆戦の観戦記（『将棋世界』2015年3月号）で第27回将棋ペンクラブ大賞観戦記部門の大賞を受賞。2018年、「第30期竜王戦決勝トーナメント1回戦 藤井聡太－増田康宏（読売新聞）」の観戦記で、第30回将棋ペンクラブ大賞観戦記部門大賞を受賞。
『BOATBoy』誌で競艇についても執筆する。
渡辺明・広瀬章人らと個人的にも親交があり、2015年春に渡辺・広瀬が欧州旅行に出かけた際にも同行している。

## 著書
- 一点突破 岩手高校将棋部の勝負哲学（藤原隆史と共著） ポプラ社 2014 (ポプラ新書)
- 将棋・名局の記録 観戦記者が見た究極の頭脳勝負と舞台裏 マイナビ出版 2015 (マイナビ将棋BOOKS)
- 不屈の棋士 講談社 2016 (講談社現代新書)
- 天才!奇才!プロ棋士超百科 将棋編 土井ラブ平：画　ポプラ社 2018 (これマジ?ひみつの超百科)
- 証言 羽生世代 講談社 2020 (講談社現代新書)